# Boogaloo (album de Nazareth)
Pour les articles homonymes, voir Boogaloo (homonymie).
Albums de Nazareth
Move Me
(1994) The Very Best Of Nazareth
(2006)
Boogaloo vingtième album studio du groupe écossais Nazareth, et le dernier album avec un des membres fondateurs, Darrell Sweet, emporté par une crise cardiaque le 30 avril 1999.

## Boogaloo
- Paroles et Musique : Pete Agnew, Dan McCafferty, Darrell Sweet, Jimmy Murrison, Ronnie Leahy

01 Light Comes Down [3 min 29 s]
02 Cheerleader [3 min 13 s]
03 Loverman [4 min 28 s]
04 Open Up Woman [4 min 29 s]
05 Talk Talk [3 min 51 s]
06 Nothing So Good [5 min 05 s]
07 Party In The Kremin [3 min 36 s]
08 God Save The South [6 min 32 s]
09 Robber And The Roadie  [4 min 21 s]
10 Waiting [5 min 44 s]
11 May Heaven Keep You [5 min 45 s]
12 Laid To Wasted (titre bonus) [4 min 16 s]
13 Walk By Yourself (titre bonus) [5 min 02 s]

## Musiciens
- Dan McCafferty (chant)
- Jimmy Murrison (guitares)
- Ronnie Leahy (claviers)
- Pete Agnew (basse)
- Darrell Sweet (batterie)

## Musiciens additionnels
- Lee Agnew (percussions)
- Simon Clarke (saxophones alto & baryton)
- Tim Sanders (saxophone ténor)
- Roddy Lorimer, Paul Spong (trompettes)

## Crédits
- Produit par Nazareth & Mike Ging
- Enregistré par Mike Ging assisté par Doug Cook et Sasha Jankovic
- Mixé par Dan Priest
- Gravé par Eric Mine aux Sound Cuts